# Elisabeth Hudtwalcker
Pour les articles homonymes, voir Hudtwalcker.
Elisabeth Hudtwalcker (née Moller le 6 juillet 1752 à Hambourg, morte le 22 novembre 1804 dans la même ville) est une peintre allemande.

## Biographie
Elisabeth Moller est la fille de Vincent Moller vom Baum et de son épouse Hedwig Thuun. Son oncle est le commerçant Ulrich Moller. Elisabeth Moller reçoit une éducation artistique, des cours de peinture et de musique. Elle devient amie avec Margarethe Elisabeth Hudtwalcker, une sœur de Johann Michael Hudtwalcker. Elle épouse ce dernier en 1775. Tant qu'elle ne devient pas mère, elle se consacre à la peinture, notamment des copies de natures mortes.
Elle est enceinte pour la première fois en 1776 et donnera jusqu'à 37 ans naissance à neuf enfants. Grâce à leur fortune, elle prend du temps pour la peinture en faisant quelques huiles. Elle prend aussi des cours pour faire des aquarelles. En 1788, elle devient fiévreuse à cause d'une inflammation. Un an plus tard, son plus jeune enfant meurt dans la première année de vie. Pour se remettre, elle fait des voyages en couple en Allemagne. Ils visitent à des amis et à des artistes tels que Johann Gottfried Schadow et Daniel Chodowiecki. En 1804, elle est atteinte de nouveau par la fièvre et meurt sept jours plus tard.
Jean-Laurent Mosnier fait en 1978 un portrait d'Elisabeth Hudtwalcker qui se trouve aujourd'hui à la Kunsthalle de Hambourg. En 1926, Julius von Ehren (en) fait une copie de ce portrait.
Martin Hieronymus Hudtwalcker (de) et Nicolaus Hudtwalcker sont des neveux, Christian Martin Hudtwalcker un beau-frère.

## Source de la traduction
- (de) Cet article est partiellement ou en totalité issu de l’article de Wikipédia en allemand intitulé « Elisabeth Hudtwalcker » (voir la liste des auteurs).